# Dicranomyia (Pandamyia) nowankareena
Dicranomyia (Pandamyia) nowankareena is een tweevleugelige uit de familie steltmuggen (Limoniidae). De soort komt voor in het Australaziatisch gebied.